# Colonie pénitentiaire no 2 (Mordovie)
Ne doit pas être confondu avec Colonie pénitentiaire no 2 (Oblast de Vladimir).
La colonie pénitentiaire no 2 de Iavas, dénommée officiellement FKU colonie pénitentiaire no 2 du service fédéral de l’exécution des peines de Russie pour la République de Mordovie ou FKU IK-2 Iavas (en russe : ФКУ Исправительная колония №2 УФСИН России по Республике Мордовия, FKU Ispravitel'naya koloniya №2 UFSIN Rossii po Respublike Mordoviya) est une colonie pénitentiaire (en) russe pour femmes située dans la localité de Iavas (en), dans le raïon de Zoubova Poliana, en République de Mordovie, à environ 300 milles (482,8 km) au sud-est de Moscou.
La colonie est administrée par le service fédéral de l’exécution des peines (en) du ministère russe de la Justice. 
Elle notamment est connue pour être le lieu d'incarcération de la basketteuse américaine Brittney Griner et des activistes politiques russe Nadejda Tolokonnikova et Maria Alyokhina, membres du groupe Pussy Riot.

## Histoire
La prison a été construite dans les années 1930, à l'époque soviétique, dans le cadre d'un programme de plusieurs prisons intégrés au système du Goulag,.

## Description
La colonie est située dans la localité de Iavas (en), dans le raïon de Zoubova Poliana, en République de Mordovie, à environ 300 milles (482,8 km) au sud-est de Moscou,,.
La colonie est utilisée exclusivement pour l'incarcération des femmes. Elle est constituée d'une zone industrielle, où se trouvent les ateliers de confection, et une « zone de vie » où les détenues sont logées quand elles ne travaillent pas. La zone de vie est composée de plusieurs grands otryad, baraquement regroupant entre 80 et 120 détenues qui dorment dans un dortoir unique constitué de lits superposés, équipés uniquement de 3 toilettes, sans eau chaude et disposant de sa propre cour de promenade,,. L'organisation de la colonie ressemble ainsi aux anciens camps du Goulag.
Elle comptait environ 800 détenues en 2022,.

## Conditions de détention
Les conditions de détenues sont présentées par d'anciennes détenus et des groupes de défense des droits de l'homme comme particulièrement dures, avec une situation d'insalubrité importantes et un faible accès aux soins,. Etant incarcérées dans des dortoirs, elles ne disposent d'aucune vie privée et ne peuvent pas personnaliser leur zone de vie car les effets personnels ne sont pas autorisés.
A leur arrivée dans la colonie, les détenues sont placées dans une bloc de quarantaine afin de s'assurer qu'elles ne sont pas porteuses de maladie, où elles reçoivent leur uniforme de prisonnière et apprennent le règlement de la colonie. Durant cette période, le personnel détermine dans quel otryad, les nouvelles détenues sont également affectées après leur période de quarantaine.
Les journées commencent à 6 h du matin par un appel suivi d'une séance d'exercices physiques pour ensuite aller travailler sur des tâches fatigantes et fastidieuses, telles que des travaux de couture, pendant 10 h à 12 h et pour un faible salaire,. Les détenues de la colonie produit ainsi des uniformes pour la police et l'armée russe ou des vêtements d'enfants,,. Le salaire de 5 000 roubles (environ 45 € (45 €2024)) par mois est attribuée par équipe de détenues, pouvant être composée d'un nombre de détenues pouvant aller jusqu'à 10, chacune d'entre elles ne recevant donc que 500 roubles (environ 4,5 € (4,5 €2024)) par mois.
Bien que le niveau de violence soit moindre que dans les établissements pour hommes, les violences et intimidations entre détenues ou perpétrées par les gardiens sont fréquents,. Chaque faute commise par une détenue peut entrainer la punition de toute son unité, telle que la privation d'eau chaude pour plusieurs jours.
Les conditions de détention à la colonie font cependant l’objet d’une inspection en 2021 après une série de plaintes de prisonniers et d’organisations de défense des droits de l’homme, ce qui a conduit les autorités à envoyer un groupe d’enquêteurs pour inspecter la prison. Les autorités ne constatent cependant officiellement aucune violation des droits des détenues mais cette inspection aboutit cependant au remplacement du directeur de la colonie par une directrice.

## Détenues notables
- Brittney Griner, basketteuse américaine, emprisonnée dans la colonie après sa condamnation pour trafic de drogue[3]
- Nadejda Tolokonnikova, artiste et activiste politique russe, membre du groupe Pussy Riot[9]
- Maria Alyokhina, activiste politique russe, ancienne membre du groupe Pussy Riot[6]